# Edmond de Lagrené

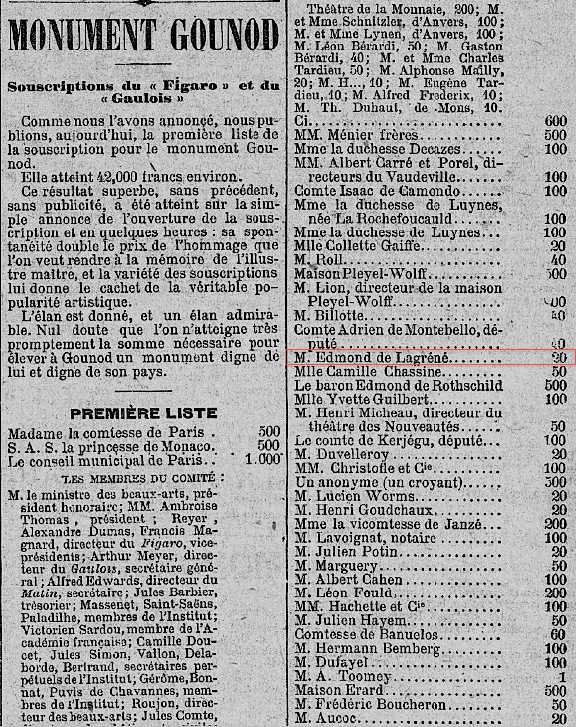

Edmond de Lagrené est né le 16 février 1842 à Athènes, fils de Théodose de Lagrené, pair de France, et de Warinka Doubensky.

## Biographie
En 1861, il est étudiant à Bonn lorsqu'il se bat en duel et tue son adversaire. Pour ne pas être arrêté, il doit se réfugier en Belgique, dans la ville de Spa.
Il est nommé grâce à son père, attaché au ministère des Affaires étrangères en 1862.  
Pendant la guerre franco-allemande de 1870, il sert comme sous-officier et est blessé à la bataille de Villersexel. Après la guerre, il poursuit sa carrière diplomatique. 
Chargé de mission en Sibérie (1875), il est nommé attaché d'ambassade à Pékin (1875-1876), il devient consul intérimaire à Canton de 1876 à 1880.
En 1891, il était consul général de France, chargé d'affaires en Bolivie.
Duelliste redouté, c'est aussi une figure de l'aristocratie parisienne. Léon Daudet raconte dans ses souvenirs littéraires que Proust faillit se battre en duel sur un malentendu à la brasserie Weber de la rue Royale (Paris) :  « Messieurs, sachez que je n'ai jamais eu la moindre intention d'insulter Monsieur Proust. D'ailleurs, je ne le connais pas, mais cette façon d'avoir la tête près du bonnet me le rend sympathique ».Leur ami commun Robert de Flers les réconcilia après cet affrontement verbal.
Il est initié à l'art lyrique par son cousin, Georges de Lagrené, directeur de l'Alhambra (Paris) de 1883 à 1885. L'opéra populaire Faust (Gounod) sera repris dans cette salle.
Il meurt à Paris le 13 février 1909 sans s'être marié.

### Distinction
- chevalier de la Légion d'honneur (1891)